# Ranunculus godleyanus
Ranunculus godleyanus är en ranunkelväxtart som beskrevs av Joseph Dalton Hooker. Ranunculus godleyanus ingår i släktet ranunkler, och familjen ranunkelväxter. Inga underarter finns listade i Catalogue of Life.